# Crohnova bolezen
Crohnova bolezen ali regionalni enteritis spada med kronične vnetne črevesne bolezni, kar povzroča konstantno ponavljajoče trebušne krče in diarejo; najpogosteje se pojavlja na spodnjem delu tankega črevesa, pojavlja pa se tudi na debelem črevesu, najprej v zadnjiku in na koži, ki ga obkroža, sicer pa lahko bolezen zajema celotno področje prebavnega trakta, torej od ust do zadnjika. Bolezen se najpogosteje pojavlja v obdobju starosti 14 do 25 let in lahko prizadene določene odseke prebavnega trakta – črevesa, medtem ko so določeni odseki zdravi. Prizadeti ima krčevite bolečine v trebuhu, kronično drisko, pojavi se lahko izguba teka, slabost, hujšanje, vnetje sklepov, pogosti problemi, ki se pojavljajo vzporedno pri tem vnetju, so nenormalne povezave – fistule, ki lahko povezujejo dva različna dela črevesa, lahko tudi črevo in mehur (takrat plini, ki nastajajo ob nepravilni prebavi hrane uhajajo skozi penis), ali pa je ta povezava povzročena med črevesom in kožo. Pogosti so tudi ognojki na obolelih predelih prebavil. Nekatere druge bolezni, ki se razvijejo na osnovi Crohnove bolezni, so lahko vnetje sklepov, vnetje beločnic, vnetje kožnih vozličev in kožne razjede, vnetje hrbtenice, medeničnih sklepov in anemija. Pojavljajo pa se tudi razjede v ustih. Če se je Crohnova bolezen razvila tudi na debelem črevesu, so krvavitve iz debelega črevesa pogost pojav. Pri približno 20 % trpečih, ki so razvili Crohnovo bolezen, je prizadeto debelo črevo, pri približno 35 % je prizadet spodnji del tankega črevesa – ileum, pri približno 45 % trpečih pa sta poškodovana tako spodnji del tankega črevesa kot debelo črevo. Za diagnosticiranje uporabljajo postopke kot so rektoskopijo, kolonoskopijo in scintigrafijo z obarvanimi levkociti. Zdravniki še ne poznajo vzrokov za razvoj Crohnove bolezni, pa tudi zdravila proti še ni. 

## Prehrana bolnika s Crohnovo boleznijo
Prehrana bolnika s kronično vnetno črevesno boleznijo, med katero spada tudi Crohnova bolezen, se ne bi smela bistveno razlikovati od zdrave, pravilne prehrane, ki naj bi jo užival vsak človek. Bolnik lahko s skrbnim opazovanjem sam ugotavlja, katera hrana mu škoduje, pravzaprav ima vsak bolnik svojo, individualno dieto. Običajna dieta nima zdravilnega učinka na potek bolezni, ampak samo blagodejni učinek na aktivnost bolezni. Vsekakor pa nekatere jedi povzročajo dodatne težave in s tem poslabšajo stanje bolnika. 
Cilj zdravljena s prehrano je predvsem obvladovanje vnetja, zmanjšanje simptomov in nadomeščanje izgubljenih tekočin in hranil (dr. Pokorn D. 2004. Dietna prehrana bolnika, 205)
Pri zdravljenju Crohnove bolezni je najpomembneje, da se upošteva stanje vnete črevesne stene. Bolnik s Crohnovo boleznijo naj uživa polnevredno mešano hrano. Ob začetku bolezni se odsvetuje mleko in mlečne izdelke, ker bolniki pogosto ne prenašajo laktoze, boljše pa prenašajo skuto in sir. Ko se bolezen umiri, se priporoča visoko kalorično beljakovinsko hrano. Po navadi je uspešno že, če bolniki iz prehrane izločijo žitne in mlečne izdelke, saj se s tem zmanjša vnetje. Ob začetku zdravljena se za nekaj mesecev zmanjša količina netopnih vlaknin, zato naj bolnik uživa manj sadja, še posebej tistega z drobnimi semeni, kot so jagode in kivi, ki so dražeči za prebavni trakt. Dobro je, če se izogibajo sveži zelenjavi in sadju, ker lahko pride do poškodbe vnete sluznice, uživajo naj se samo kuhano hrana. Ker bolniki izgubljajo veliko krvi, je k prehrani potrebno dodajat želeno, ker uživajo samo kuhano hrano, brez mlečnih izdelkov pa je potrebno dodajati tudi vitamine in minerale. Pomembno je, da bolnik pije dovolj tekočine, tudi zeliščne čaje in sveže sokove. Med napadi driske pa bolnik najlažje uživa otroško hrano in kuhano zelenjavo. 
V literaturi se priporoča, da bolnik na  začetku zdravljenja začne s tako imenovano varovalno dieto, ki jo sestavljajo olupljen krompir, kuhane ribe in perutnina, mlada mehka zelenjave, npr. jedilne bučke, špinača, grah, buče z mesnatim jedrom in sladki krompir.
Živila, ki sprožijo simptome se razlikujejo za vsako osebo s Crohnovo boleznijo. 
Natančno ni mogoče določiti skupino živil, ki bi škodila vsem bolnikom s Crohnovo boleznijo. Zdi se, da sladkarije poslabšajo stanje bolnika, toda pri nadzornih kliničnih preizkušnjah niso uspeli dokazati koristi omejevanja sladkorja.
Visoka vsebnost prehranskih maščob škoduje bolniku, ampak povečana vsebnost omega-3 maščobnih kislin pa koristi bolnikom, toda ne vsem.
Relativno majhna razlika v živilih ima lahko pomembne vpliv ali jih bolnik prenaša ali ne. Na primer riževi krekerji so bili v raziskave pogosto obravnavani kot koristni, z manj škodljivimi učinki kot npr. musli ploščice, ki so pogosto imele negativni učinek na bolnika, toda obstajajo primeri bolnikov, ki so imeli pozitiven odziv na njih. Zelo malo bolnikov pa je poročalo o pozitivnih učinkih pri uživanju rogljičkov in krofov. Pogosto je, da imajo živila z visoko vsebnostjo maščob in sladkorja škodljive posledice.

### Makrobiotična prehrana
Glede na zgodbe iz spleta, si je veliko bolnikov s Crohnovo boleznijo z makrobiotsko dieto izboljšalo svoje zdravje. 
Makrobiotika pomeni vedenje in nauk o tem, kako si podaljšati življenje, se pravi ohraniti zdravje. Za večino ljudi pomeni makrobiotika naraven način življenja in zdravo prehrano, hkrati pa tudi ekonomične način življenja. To je način življenja, ki pripomore k razumevanju naravnega ritma narave – jina in janga. Načela prehrane temeljijo izključno na fiziološki osnovi, torej nasprotno kot načela uradne medicine.
Pri pripravi makrobiotične hrane se ne uporablja elektrika ali mikrovalovna pečica, ampak le peč na drva, premog in plin.
Živila delimo na živila rastlinskega, živalskega in rudninskega izvora (sol ali NaCl). Sol vsebuje veliko natrija. Veliko natrija pa vsebujejo tudi živila živalskega izvora. Živila z veliko kalija so živila pretežno rastlinskega izvora.
(dr. Pokorn D. 1996. S prehrano do zdravja. Hrana, čudežno zdravilo II recepti in diete, 167)
Pri makrobiotičnem načinu prehrane je pomembna biološka evolucija živil živalskega in rastlinskega izvora.

### Konoplja
Za Crohnovo bolezen ne obstajajo študije, ki bi obravnavale pozitivno delovanje medicinske konoplje pri bolnikih, čeprav veliko pacientov poroča o tem, da jim je konoplja pomagala pri lajšanju težav. Obstaja veliko število dokumentov, ki pravijo, da konoplja stimulira apetit, lajša slabost, nadzira krče in napade, ter potencialno zmanjšuje vnetja.